# BK 헤켄
BK 헤켄(BK Häcken, 스웨덴어 발음: [ˈhɛ̌kːɛn])은 스웨덴의 축구 클럽으로 예테보리에 연고를 두고 있는 클럽이다. 하켄은 1940년 8월 2일에 창단 되었고 현재 알스벤스칸에 참가하고 있으며 리그 우승 1회, 컵 대회 우승 2회의 기록을 가지고 있다.
헤켄은 2007-08 시즌에 UEFA 페어 플레이 수상으로 UEFA컵 참가 자격이 주어지며 최초로 유럽 대회에 진출했다. 1차 예선부터 참가하여 아이슬란드의 KR 레이캬비크를 만나 1-1, 1-0으로 2차전에 진출해 스코틀랜드 던펌린 애슬레틱 FC를 합계 2-1, 1승 1무로 물리치고 본선 1라운드에 진출 했으나 러시아의 FC 스파르타크 모스크바에 1-8 2패로 패하여 탈락했다.

## 역대 성적

### 리그
- 알스벤스칸
  - 우승: 2022
  - 준우승: 2012

- 수페레탄
  - 우승: 2004
  - 준우승: 2008

- 디비시온 1 쇠드라:
  - 우승 (2): 1990, 1999
  - 준우승: 1997

- 디비시온 1 베스트라
  - 우승: 1992

### 컵
- 스벤스카  쿠펜
  - 우승 (2): 2015–16, 2018–19
  - 준우승: 1989–90, 2020–21

## 선수 명단
참고: FIFA 자격 규정에 따라 소속된 국가대표팀 국기를 표시합니다. 선수는 복수의 FIFA 비회원국 국적을 가지고 있을 수 있습니다.
| 번호 | 포지션 | 국적     | 이름               |
| ---- | ------ | -------- | ------------------ |
| 4    | DF     |          | 마리우스 로데      |
| 5    | DF     |          | 이븐 호블랜드      |
| 7    | DF     |          | 야곱 배럿 라우르센 |
| 10   | FW     | 튀니지   | 알리 유세프        |
| 18   | MF     |          | 미켈 리가르드 옌센 |
| 19   | FW     | 세르비아 | 스르잔 흐르스틱    |

| 번호 | 포지션 | 국적         | 이름            |
| ---- | ------ | ------------ | --------------- |
| 22   | DF     | 세르비아     | 니콜라 제체비치 |
| 24   | FW     | 튀니지       | 아모르 라유니   |
| 27   | MF     | 코트디부아르 | 아마네 로메오   |
| 34   | FW     | 코트디부아르 | 세브랭 니울     |

## 역대 감독
| 감독              | 임기      |
| ----------------- | --------- |
| 앙네 시몬손       | 1977~1982 |
| 페테르 예르하르손 | 2009~2016 |
| 폴 아르네 요한센  | 2023~2024 |
| 옌스 구스타프손   | 2025~     |